# Liste der Naturschutzgebiete im Werra-Meißner-Kreis
Die Naturschutzgebiete im Werra-Meißner-Kreis gehören zu den insgesamt rund 250 Naturschutzgebieten (NSG) im Regierungsbezirk Kassel. Zuständig ist die Obere Naturschutzbehörde beim Regierungspräsidium Kassel, wobei die eigentliche Betreuung der Naturschutzgebiete in Hessen in der Regel durch den Landesbetrieb HessenForst erfolgt.
Es finden sich folgende Naturschutzgebiete:
| Name                                    | Bild | Kennung              | Einzelheiten | Position | Fläche Hektar | Datum        |
| --------------------------------------- | ---- | -------------------- | --- | -------- | ------------- | ------------ |
| Bilstein im Höllental                   |      | 1636001 WDPA: 81402  | Stadt Eschwege (Ortsteil Albungen) · Nach Süden ausgerichtete Muschelkalk-Felshänge am Bilstein im Höllental. · Fläche: 3,19 ha – das Naturschutzgebiet ist flächenidentisch mit dem FFH-Gebiet 4725-303 „Bilstein im Höllental“ und ist umgeben vom FFH-Gebiet 4825-302 „Werra- und Wehretal“. · Der Premiumweg P23 verläuft über den Gipfel des Bilstein mit den Resten einer Burgruine und Aussichtspunkten.OSM-Link zur Kartendarstellung: „Bilstein im Höllental“                                                                  | ⊙        | 3,19          | 1960         |
| Plesse-Konstein                         |      | 1636002 WDPA: 7051   | Stadt Wanfried (Ortsteil Wanfried) · Buchenwald am Höhenzug von Plesse (479 m) und Konstein (455 m), östlich von Wanfried, an der Grenze zu Thüringen. · Fläche: 198,44 ha – das Naturschutzgebiet ist Teilfläche des FFH-Gebietes 4827-301 „Plesse-Konstein-Karnberg“ (563,56 ha). · Der Premiumweg P5 führt als Rundweg durch das NSG. Die Verordnungen des NSG "Plesse-Konstein" wurde durch die Verordnung des NSG "Wälder um Wanfried" aufgehoben.                                                                                 | ???      |               |              |
| Graburg                                 |      | 1636003 WDPA: 6970   | Gemeinde Ringgau (Ortsteile Netra, Rittmannshausen), Gemeinde Weißenborn (Ortsteil Weißenborn) OSM-Link zur Kartendarstellung: „Graburg“ | ⊙        | 336,43        | 1965         |
| Boyneburg und Schickeberg bei Breitau   |      | 1636004 WDPA: 81445  | Gemeinde Ringgau (Ortsteil Grandenborn), Stadt Sontra (Ortsteile Breitau, Krauthausen, Wichmannshausen) OSM-Link zur Kartendarstellung: „Boyneburg und Schickeberg bei Breitau“ | ⊙        | 211,51        | 1965         |
| Kripplöcher und Hielöcher               |      | 1636005 WDPA: 164260 | Gemeinde Berkatal (Ortsteil Frankershausen) · Karstlandschaft mit Felsen, Erdfällen, Mulden, kleinen Tälern und Kuppen als Wacholderhute mit Sträuchern und Bäumen, nördlich von Frankershausen. Das NSG besteht aus 2 Teilflächen: - Kripplöcher im Nordosten - Fläche unzugänglich - Hielöcher im Südwesten - ein Weg führt durch die Fläche Fläche: 17,46 ha – das Naturschutzgebiet ist Teilfläche des FFH-Gebietes 4725-306 „Meißner und Meißner Vorland“ (2041,19 ha).OSM-Link zur Kartendarstellung: „Kripplöcher und Hielöcher“ | ⊙        | 17,48         | 1967         |
| Blaue Kuppe                             |      | 1636006 WDPA: 81414  | Stadt Eschwege (Ortsteil Eschwege) OSM-Link zur Kartendarstellung: „Blaue Kuppe“ | ⊙        | 6,76          | 1969         |
| Meißner                                 |      | 1636007 WDPA: 6969   | Stadt Bad Sooden-Allendorf (Ortsteil Dudenrode), Gemeinde Berkatal (Ortsteile Frankenhain, Frankershausen), Stadt Großalmerode (Ortsteile Laudenbach, Weißenbach), Stadt Hessisch Lichtenau (Ortsteile Hausen, Küchen), Gemeinde Meißner (Ortsteile Germerode, Vockerode) OSM-Link zur Kartendarstellung: „Meißner“ | ⊙        | 932,93        | 1970         |
| Jestädter Weinberg                      |      | 1636008 WDPA: 82016  | Stadt Eschwege (Ortsteil Albungen), Gemeinde Meinhard (Ortsteil Jestädt) · Abschnitt der Werra mit Flussauen und angrenzenden Hängen des Weinberg und des Fürstenstein, westlich von Jestädt. · Fläche: 60,18 ha – das Naturschutzgebiet bildet mit dem benachbarten NSG das FFH-Gebiet 4725-302 „Jestädter Weinberg / Werraaltarm u. -aue bei Albungen“.OSM-Link zur Kartendarstellung: „Jestädter Weinberg“ | ⊙        | 60,19         | 1978         |
| Freudenthal bei Witzenhausen            |      | 1636009 WDPA: 81693  | Stadt Witzenhausen (Ortsteile Ermschwerd, Witzenhausen) OSM-Link zur Kartendarstellung: „Freudenthal bei Witzenhausen“ | ⊙        | 75,85         | 1980         |
| Weißbachtal bei Reichenbach             |      | 1636010 WDPA: 82882  | Stadt Hessisch Lichtenau (Ortsteil Reichenbach) · Wiesen mit kleinem Sumpfgebiet, Sträuchern und Bäumen, nördlich von Reichenbach. Das NSG besteht aus 2 Teilflächen: - eine deutlich größere südöstlich der L 3249 - eine kleine nordwestlich der Straße. Fläche: 28,20 ha – das Naturschutzgebiet ist quasi flächenidentisch mit dem FFH-Gebiet 4824-302 „Weißbachtal bei Reichenbach“. · Zwei Stichwege führen von der L 3249 aus in das Schutzgebiet.OSM-Link zur Kartendarstellung: „Weißbachtal bei Reichenbach“                  | ⊙        | 28,21         | 1990         |
| Kiesteich unter der Aue'schen Kugel     |      | 1636011 WDPA: 164091 | Stadt Wanfried (Ortsteil Wanfried) OSM-Link zur Kartendarstellung: „Kiesteich unter der Aue'schen Kugel“ | ⊙        | 9,24          | 1984         |
| Bühlchen bei Weißenbach                 |      | 1636012 WDPA: 162632 | Stadt Großalmerode (Ortsteil Weißenbach) · Kuppe mit Kalkmagerrasen und Wacholdern, ca. 1,0 km südlich von Weißenbach bei Großalmerode. · Fläche: 7,94 ha – das Naturschutzgebiet ist Teilfläche des FFH-Gebietes 4725-306 „Meißner und Meißner Vorland“ (2041,19 ha). · Über die Kuppe und durch das Schutzgebiet führen lokale Wanderwege.OSM-Link zur Kartendarstellung: „Bühlchen bei Weißenbach“ | ⊙        | 7,95          | 1985         |
| Ermschwerder Heegen                     |      | 1636013 WDPA: 318371 | Stadt Witzenhausen (Ortsteil Ermschwerd) · Wald an der Kuppe des Heegen (235 m) mit umgebenden Grünland, Streuobstbeständen und Sumpfgebiet, westlich von Ermschwerd. · Fläche: 37,56 ha – das Naturschutzgebiet ist flächenidentisch mit dem FFH-Gebiet 4624-301 „Ermschwerder Heegen“.OSM-Link zur Kartendarstellung: „Ermschwerder Heegen“ | ⊙        | 37,57         | 1985         |
| Hohekopf bei Großalmerode               |      | 1636014 WDPA: 163742 | Stadt Großalmerode (Ortsteil Epterode) · Kalk-Halbtrockenrasen, Wiesen und Gehölze mit kleinem Buchenwaldanteil, am Hohekopf (539 m), direkt östlich des Ortsrandes von Epterode. · Fläche: 13,71 ha – das Naturschutzgebiet ist Teilfläche des FFH-Gebietes 4724-311 „Hohekopf bei Großalmerode“ (48,06 ha).OSM-Link zur Kartendarstellung: „Hohekopf bei Großalmerode“ | ⊙        | 13,72         | 1986         |
| Werra-Altarm bei Schwebda               |      | 1636015 WDPA: 319314 | Gemeinde Meinhard (Ortsteil Schwebda) OSM-Link zur Kartendarstellung: „Werra-Altarm bei Schwebda“ | ⊙        | 8             | 1987         |
| Iberg bei Markershausen                 |      | 1636016 WDPA: 163845 | Gemeinde Herleshausen (Ortsteile Archfeld, Markershausen) OSM-Link zur Kartendarstellung: „Iberg bei Markershausen“ | ⊙        | 28,37         | 1988         |
| Kiesteich bei Frieda                    |      | 1636017 WDPA: 164089 | Gemeinde Meinhard (Ortsteil Frieda) OSM-Link zur Kartendarstellung: „Kiesteich bei Frieda“ | ⊙        | 6,6           | 1988         |
| Tiefenbachwiesen bei Rommerode          |      | 1636018 WDPA: 165887 | Stadt Großalmerode (Ortsteil Rommerode) OSM-Link zur Kartendarstellung: „Tiefenbachwiesen bei Rommerode“ | ⊙        | 38,43         | 1989         |
| Hessische Schweiz bei Meinhard          |      | 1636019 WDPA: 163663 | Stadt Bad Sooden-Allendorf (Ortsteil Bad Sooden-Allendorf), Gemeinde Meinhard (Ortsteile Hitzelrode, Motzenrode) OSM-Link zur Kartendarstellung: „Hessische Schweiz bei Meinhard“ | ⊙        | 241,67        | 1989         |
| Werraaltarm und Werraaue bei Albungen   |      | 1636020 WDPA: 166252 | Stadt Eschwege (Ortsteil Albungen) · Altarm und Flussaue der Werra mit einem durch Kiesabbau entstandenen See, südwestlich von Albungen. · Fläche: 26,01 ha – das Naturschutzgebiet bildet mit dem benachbarten NSG das FFH-Gebiet 4725-302 „Jestädter Weinberg / Werraaltarm u. -aue bei Albungen“.OSM-Link zur Kartendarstellung: „Werraaltarm und Werraaue bei Albungen“ | ⊙        | 26,02         | 1989         |
| Oberes Niestetal                        |      | 1636021 WDPA: 164886 | Stadt Großalmerode (Ortsteil Großalmerode), Gemeindefreier Gutsbezirk Kaufunger Wald, Gemeinde Nieste im Landkreis Kassel · Bachlauf der Oberen Nieste mit 2 Seitenbächen, Grünland mit Feuchtwiesen und Laubwald, östlich des Ortes Nieste. Das NSG besteht aus 2 Teilflächen. · Fläche: 155,41 ha – das Naturschutzgebiet ist Teilfläche des FFH-Gebietes 4724-308 „Niestetal und Niestehänge“ (510,47 ha).OSM-Link zur Kartendarstellung: „Oberes Niestetal“                                                                         | ⊙        | 155,41        | 1990         |
| Quellgebiet der Weißen Gelster          |      | 1636022 WDPA: 165060 | Stadt Großalmerode (Ortsteil Laudenbach), Stadt Hessisch Lichtenau (Ortsteil Velmeden) · Grünland mit Feuchtwiesen und einzelnen Gehölzen, südlich von Laudenbach. · Fläche: 11,46 ha – das Naturschutzgebiet ist Teilfläche des FFH-Gebietes 4725-306 „Meißner und Meißner Vorland“ (2041,19 ha). · Im NSG existieren keine Wege.OSM-Link zur Kartendarstellung: „Quellgebiet der Weißen Gelster“ | ⊙        | 11,47         | 1991         |
| Harthberg                               |      | 1636023 WDPA: 163534 | Stadt Witzenhausen (Ortsteil Werleshausen) OSM-Link zur Kartendarstellung: „Harthberg“ | ⊙        | 39,33         | 1993         |
| Trimberg bei Reichensachsen             |      | 1636024 WDPA: 165949 | Gemeinde Wehretal (Ortsteile Oetmannshausen, Reichensachsen) · Laubwald um den Gipfel des Trimberg mit Grünland und Tümpeln im Südteil, westlich von Reichensachsen. Direkt südlich des NSG verläuft der neugebaute Abschnitt der A 44. · Fläche: 63,08 ha – das Naturschutzgebiet ist Teilfläche des FFH-Gebietes 4825-301 „Trimberg bei Reichensachsen“ (158,69 ha).OSM-Link zur Kartendarstellung: „Trimberg bei Reichensachsen“ | ⊙        | 63,09         | 1993         |
| Ebenhöhe-Liebenberg                     |      | 1636025 WDPA: 162831 | Stadt Witzenhausen (Ortsteil Werleshausen) · Wald um die Gipfel der Ebenhöhe, des Halbesberg und des Liebenberg mit Grünland am Hangfuß, östlich von Witzenhausen. · Fläche: 142,48 ha – das Naturschutzgebiet ist flächenidentisch mit dem FFH-Gebiet 4625-301 „Ebenhöhe-Liebenberg“.OSM-Link zur Kartendarstellung: „Ebenhöhe-Liebenberg“ | ⊙        | 142,48        | 1995         |
| Kreideberg bei Ellerode                 |      | 1636026 WDPA: 164247 | Stadt Witzenhausen (Ortsteil Berlepsch-Ellerode) OSM-Link zur Kartendarstellung: „Kreideberg bei Ellerode“ | ⊙        | 56,79         | 1995         |
| Feuchtwiesen bei Lüderbach              |      | 1636027 WDPA: 163082 | Gemeinde Ringgau (Ortsteile Lüderbach, Rittmannshausen) OSM-Link zur Kartendarstellung: „Feuchtwiesen bei Lüderbach“ | ⊙        | 40,97         | 1995         |
| Kalkklippen südlich des Iberges         |      | 1636028 WDPA: 163985 | Stadt Bad Sooden-Allendorf (Ortsteil Bad Sooden-Allendorf) OSM-Link zur Kartendarstellung: „Kalkklippen südlich des Iberges“ | ⊙        | 46,92         | 1995         |
| Frankenloch bei Heldra                  |      | 1636029 WDPA: 163136 | Stadt Wanfried (Ortsteil Heldra) OSM-Link zur Kartendarstellung: „Frankenloch bei Heldra“ | ⊙        | 8,86          | 1995         |
| Kalkmagerrasen bei Roßbach              |      | 1636030 WDPA: 163987 | Stadt Witzenhausen (Ortsteile Dohrenbach, Ellingerode, Roßbach, Witzenhausen) · Kalkmagerrasen mit Wacholder um Roßbach. Das NSG besteht aus 5 Teilflächen: Kalkrain, Keßstieg, Ameisenkopf, Hesselberg und Warte. · Fläche: 55,11 ha – das Naturschutzgebiet ist flächenidentisch mit dem FFH-Gebiet 4624-302 „Kalkmagerrasen bei Roßbach“.OSM-Link zur Kartendarstellung: „Kalkmagerrasen bei Roßbach“ | ⊙        | 55,11         | 1995         |
| Reichenbacher Kalkberge                 |      | 1636031 WDPA: 165129 | Stadt Hessisch Lichtenau (Ortsteile Hopfelde, Reichenbach) OSM-Link zur Kartendarstellung: „Reichenbacher Kalkberge“ | ⊙        | 150,37        | 1996         |
| Steinbachtal und Hirschhagener Teiche   |      | 1636032 WDPA: 319141 | Stadt Hessisch Lichtenau (Ortsteil Hessisch Lichtenau) · Waldbachtal mit 2 Teichen im Südteil des Kaufunger Waldes, nördlich von Hessisch Lichtenau. · Fläche: 28,24 haOSM-Link zur Kartendarstellung: „Steinbachtal und Hirschhagener Teiche“ | ⊙        | 28,26         | 1997         |
| Rhöneberg bei Marzhausen                |      | 1636033 WDPA: 318986 | Gemeinde Neu-Eichenberg (Ortsteil Hebenshausen) OSM-Link zur Kartendarstellung: „Rhöneberg bei Marzhausen“ | ⊙        | 29,22         | 1997         |
| Kielforst bei Herleshausen              | BW   | 1636034 WDPA: 318649 | Gemeinde Herleshausen (Ortsteil Herleshausen) OSM-Link zur Kartendarstellung: „Kielforst bei Herleshausen“ | ⊙        | 28,89         | 1997         |
| Eichenberg bei Frieda                   |      | 1636035 WDPA: 318328 | Gemeinde Meinhard (Ortsteil Frieda) OSM-Link zur Kartendarstellung: „Eichenberg bei Frieda“ Die Verordnungen des NSG "Eichenberg bei Frieda" wurde durch die Verordnung des NSG "Wälder um Wanfried" aufgehoben. | ???      |               |              |
| Dreiherrenstein-Eschenberg-Kreutzerberg |      | 1636036 WDPA: 318304 | Gemeinde Ringgau (Ortsteil Rittmannshausen), Gemeinde Weißenborn (Ortsteil Rambach) OSM-Link zur Kartendarstellung: „Dreiherrenstein-Eschenberg-Kreutzerberg“ | ⊙        | 206,46        | 1998         |
| Wälder um Wanfried                      | BW   | 1636038              | Stadt Wanfried Link zur Kartendarstellung: „Wälder um Wanfried“ | ⊙        | 921,27        | 7. März 2023 |
| Mönchesrieth bei Grebendorf             |      | 1636037 WDPA: 318800 | Gemeinde Meinhard (Ortsteile Grebendorf, Schwebda) OSM-Link zur Kartendarstellung: „Mönchesrieth bei Grebendorf“ | ⊙        | 18,05         | 1999         |
| Legende für Naturschutzgebiet           |      |                      | |          |               |              |